# Bankväsendet i Indien
Bankväsendet i Indien är av gammalt datum. I den urgamla Manus lagbok finns regler för inlåning av pengar och för tagande och givande av ränta. Det moderna bankväsendet grundades dock av Brittiska Ostindiska Kompaniet. Det första bankaktiebolaget, The General Bank of India, grundades 1786. Sedan grundades genom Kompaniets försorg även Bank of Hindustan, som överlevde som bank ända till 1906, och Bengal Bank. 
Kompaniet självt grundade Bank of Bengal in 1809, sedan den första bengaliska banken gått omkull, och Bank of Bombay 1840 följt av Bank of Madras 1843. 1920 genomfördes en fusion av de tre sistnämnda bankerna, och Imperial Bank of India bildades. Genom ny lagstiftning i det självständiga Indien förstatligades Imperial Bank tillsammans med en rad andra banker. 1969 genomfördes ytterligare en våg av nationaliseringar av banker, då 14 större banker exproprierades av indiska regeringen. Den sista vågen av nationaliseringar kom 1980 då 6 banker togs över.
Ett antal privata banker har dock överlevt den socialistiska politik som fördes under Kongresspartiets period av hegemoni, och ytterligare andra har under tiden grundats. Dessutom finns olika former av kooperativa banker och kreditinrättningar. Fortfarande är indiska staten dominerande inom banksektorn.